# Kulturbaumpark

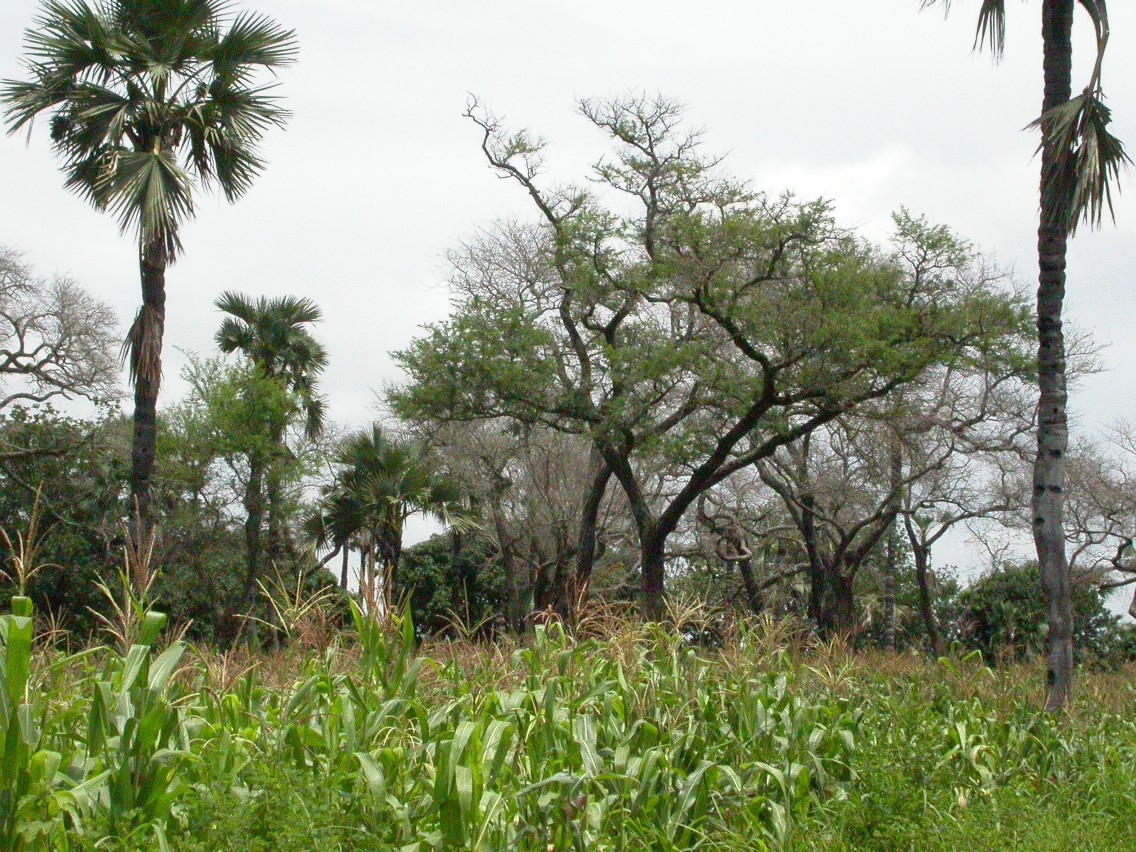
Kulturbaumpark mit Faidherbia albida und Borassus akeassii nahe Banfora in Burkina Faso

Als Kulturbaumpark werden die traditionellen Agroforstsysteme der Sudanzone bezeichnet. Bei der Rodung werden Nutzbäume – wie beispielsweise Baobab, Néré, Karité, Anabaum und Borassus aethiopum  – weitgehend verschont und darunter Feldfrüchte, meist Sorghum oder Mais angebaut. Die vereinzelten Bäume erinnern an eine Parklandschaft, solange die Feldfrüchte nicht zu hoch stehen.
Die ausgesparten Bäume sind in der Regel wichtige Fruchtbäume oder Schattenspender und Bodenverbesserer. 